# Storbulgariska riket
Storbulgariska riket var en statsbildning i Östeuropa under tidig medeltid som kan ses som en föregångare till det moderna Bulgarien. Det latinska namnet Magna Bulgaria används också för riket.

Karta över Storbulgariska riket cirka 626-650

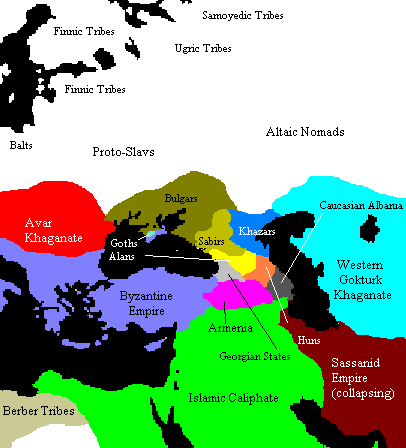
Den pontiska stäppregionen cirka år 650

## Historisk och etnisk bakgrund
"Protobulgarerna" har av forskare/historiker under historiens gång tagits för ett turkiskt ryttarfolk härstammande från Centralasien. Andra forskare har framfört åsikter om att protobulgarerna ursprungligen var hunner. Det är inte helt felaktigt att säga att det rörde sig om ett turkiskt ryttarfolk, men det framförs teorier som verkar mer troliga att det egentligen rörde sig om ett "blandfolk", i vilket kärnan eller det "ledande skiktet" kan ha varit av turkiskt ursprung som efterhand tog in eller underordnade andra stammar av skytiskt, sarmatiskt, germanskt, slaviskt och finsk-ugriskt ursprung.
Någon gång under 500-talet uppstod Storbulgariska riket i vad som är nuvarande Ryssland och Ukraina, nordost om Svarta havet och Azovska sjön, mellan Kaukasus, Svarta- och Kaspiska havet. Det leddes av en härskarätt vid namn Dulo som också Attila lär ha tillhört. Fanagoria i Tamanhalvön antages ha varit rikets huvudstad. Man vet inte riktigt vilken utformning detta rike tog sig, antagligen som en relativt lös federation eller konfederation av olika folkstammar.

## Historia
Vid första hälften av 600-talet kom makten i riket till khanen vid namn Kubrat eller Kuvrat. Under 600-talet drabbades riket av utifrån inkommande kriser som t. ex press från det framväxande Khazarriket. Senare under samma århundrade splittrades riket: en del av protobulgarerna drog sig norrut och grundade det Volgabulgariska riket, medan en annan del drog sig västerut under hövdingen Asparuch och grundade det Donaubulgariska eller det första Bulgariska riket, det vill säga det som skulle bli ursprunget till den moderna Balkanstaten Bulgarien.

## Bulgarer i Italien på 600-talet
Bulgarer som leddes av hertig Alcek, sökte cirka 662 skydd av lombarderna mot avarerna och ville ha land från kung Grimoald i utbyte mot militära tjänster "av ett ovisst  skäl". De stannade ursprungligen nära Ravenna, men rörde sig senare söderut. Grimoald sände Alcek och hans följeslagare till sin son Romuald i Benevento och Romuald garanterade dem land nordost om land Neapel i de "vidsträckta men vid den tiden övergivna" städerna Sepino, Bovianum (Boiano), och Isernia, i våra dagars region Molise i Apenninerna. Istället för titeln "hertig", erhöll Alcek den longobardiska titeln "Gastald". Paul the Deacon skriver i langobardernas historia, Historia Langobardorum, skriven efter år 787, skriver att på hans tid bodde det fortfarande bulgarer i området, och fast de talade"latin", "avstod de inte från att använda sitt eget språk".
Utgrävningar i nekropolen Vicenne-Campochiaro nära Boiano, som är daterad till 600-talet, fanns det bland 130 gravar 13 gravar där människor hade begravts tillsammans med hästar. Där fanns också artefakter av germanskt och avariskt ursprung.